# グスタヴォ・エンヒキ・フルタード・スカルパ
グスタヴォ・スカルパ（Gustavo Scarpa）ことグスタヴォ・エンヒキ・フルタード・スカルパ（ポルトガル語: Gustavo Henrique Furtado Scarpa、1994年1月5日 - ）は、ブラジルとイタリアのサッカー選手。アトレチコ・ミネイロ所属。元ブラジル代表。ポジションはMF。

## クラブ歴
下部組織時代はグアラニFC、サントスFC、パウリニアFC、デスポルチーヴォ・ブラジル、フルミネンセFCと渡り歩いた。フルミネンセでトップチームに昇格し、2014年6月1日に行われたカンピオナート・ブラジレイロ・セリエAでハファエウ・ソビスに代わって途中出場し選手初出場。
しかし同年は出場機会が乏しく、12月22日にレッドブル・ブラジルに期限付き移籍。2月11日にカンピオナート・パウリスタで選手初得点を記録した。さらに10日後にも1得点をあげている。
2015年5月にフルミネンセに復帰。エンデルソン・モレイラ監督は彼を左サイドバックとしてレギュラー起用した。7月9日にカンピオナート・ブラジレイロ・セリエA初得点を記録した。9月28日に2019年まで契約延長、不動のスターティングメンバーとして活躍した。2017年は第6節までに4得点をあげる好調ぶりで、ハーフウェイからのロングシュートも決めている。しかし2月25日の試合で足首を負傷しハーフタイムでリシャルリソンに交代した。2ヶ月ほどの離脱となったが、この間に2020年まで契約を延長した。
2018年1月15日に5年契約でSEパルメイラスに完全移籍。
2022年12月4日、ノッティンガム・フォレストFCに完全移籍。2023-24シーズンはオリンピアコスFCに期限付き移籍することとなったが、2024年1月にレンタルが打ち切られた。
2024年1月、アトレチコ・ミネイロに4年契約で移籍した。

## 代表歴
2017年1月19日にコロンビア代表との親善試合に臨むブラジル代表メンバーに招集された。6日後に行われた試合でルーカス・リマに代わって投入され、ブラジル代表初出場となった。